# Evadne (figlia di Poseidone)
Nella mitologia greca, Evadne era una figlia di Poseidone e della ninfa Pitane (figlia del Potamoi Eurota) venne amata da Apollo, dal quale ebbe Iamo, da cui discesero gli Iamidi.
Spesso la si confonde con un'altra Evadne, moglie di Capaneo.

### Fonti
- Apollonio Rodio, Libro I 232
- Pseudo-Apollodoro, Libro I -  9, 16 e 27
- Diodoro Siculo, Libro IV 50 – 51,1 -53,1
- Pausania, Periegesi della Grecia, Libro VIII 11,2

### Moderna
- Robert Graves, I miti greci, Milano, Longanesi, ISBN 88-304-0923-5.
- Angela Cerinotti, Miti greci e di Roma antica, Prato, Giunti, 2005, ISBN 88-09-04194-1.
- Anna Ferrari, Dizionario di mitologia, Litopres, UTET, 2006, ISBN 88-02-07481-X.
- Anna Maria Carassiti, Dizionario di mitologia classica, Roma, Newton, 2005, ISBN 88-8289-539-4.
- Pierre Grimal, La mitologia greca, Roma, Newton, 2006, ISBN 88-541-0577-5.